# Natty
Anatchaya Suputhipong (en tailandés: อาณัชญา สุพุทธิพงศ์; Bangkok, 30 de mayo de 2002), más conocida por su nombre artístico Natty (en hangul, 나띠; en tailandés: นัตตี้), es una cantante tailandesa residente en Corea del Sur. Es conocida por haber participado de los programas de supervivencia de Mnet Sixteen (2015) y Idol School (2017). Debutó como solista el 7 de mayo de 2020, con el álbum sencillo Nineteen, y como miembro del grupo femenino surcoreano Kiss of Life el 5 de julio de 2023.

## Carrera

### 2015–2017:Sixteen,Idol Schooly salida de JYP
En mayo de 2015, Natty participó del programa de supervivencia de Mnet Sixteen donde se enfrentó junto con otras quince aprendices de JYP Entertainment, para fijarse un puesto en el nuevo grupo femenino de la agencia tras Miss A y Wonder Girls, llamado Twice. Sin embargo, fue eliminada en la ronda final, por lo que llegó a continuar como aprendiz de JYP.
En julio de 2017, Natty participó del programa de supervivencia de Mnet, Idol School, donde compitió con otras cuarenta participantes para llegar a debutar en un grupo femenino de 9 miembros, Fromis 9. Sin embargo, fue eliminada del eventual debut del grupo, por lo que llegó a ocupar el puesto 13 en el episodio final.

### 2020: Debut y actividades como solista
El 7 de abril de 2020, Natty firmó con Swing Entertainment. Su álbum sencillo debut Nineteen fue publicado el 7 de mayo de 2020 junto con su respectivo video musical.El 8 de mayo de 2020, se presentó por primera vez en un programa musical como solista en Music Bank.
El 12 de noviembre de 2020, Natty publicó su segundo álbum sencillo Teddy Bear. En el video musical de la canción titular del álbum ella muestra el escudo de New College, Oxford.

### 2022–presente: Debut con Kiss of Life
El 12 de julio de 2022, Natty firmó con S2 Entertainment.
El 12 de mayo de 2023, S2 Entertainment anunció que Natty debutaría en un grupo de cuatro miembros, Kiss of Life, programado para debutar en julio. El 5 de julio, el grupo hizo su debut con el lanzamiento del EP Kiss of Life.

## Discografía

### Álbumes sencillos
| Título                                                                             | Detalles                                                                                                | Posiciones en listas | Ventas       |
| Título                                                                             | Detalles                                                                                                | KOR                  | Ventas       |
| ---------------------------------------------------------------------------------- | --- | -------------------- | ------------ |
| Nineteen                                                                           | - Publicación: 7 de mayo de 2020 - Discográfica: Swing Entertainment - Formatos: CD, descarga digital   | 58                   | - KOR: 1,101 |
| Teddy Bear                                                                         | - Publicación: 12 de noviembre de 2020 - Discográfica: Swing Entertainment - Formatos: descarga digital | —                    |              |
| "—" denota lanzamientos que no se posicionaron o no fueron lanzados en esa región. | |                      |              |

### Sencillos
| Título                                                                             | Año  | Posiciones en listas | Álbum        |
| Título                                                                             | Año  | KOR                  | Álbum        |
| ---------------------------------------------------------------------------------- | ---- | -------------------- | ------------ |
| "Nineteen"                                                                         | 2020 | —                    | Nineteen     |
| "Teddy Bear"                                                                       | 2020 | —                    | Teddy Bear   |
| "Sugarcoat (Natty Solo)"                                                           | 2023 | 83                   | Kiss of Life |
| "—" denota lanzamientos que no se posicionaron o no fueron lanzados en esa región. |      |                      |              |

## Filmografía

### Programas de televisión
| Año  | Título      | Título original | Cadena | Rol         |
| ---- | ----------- | --------------- | ------ | ----------- |
| 2015 | Sixteen     | 식스틴          | Mnet   | concursante |
| 2017 | Idol School | 아이돌 학교     | Mnet   | concursante |

## Premios y nominaciones
| Año  | Ceremonia de premiación | Categoría                             | Receptor   | Resultado | Ref.   |
| ---- | ----------------------- | ------------------------------------- | ---------- | --------- | ------ |
| 2020 | Asian Pop Music Awards  | Mejor artista revelación (extranjero) | «Nineteen» | Nominado  | [ 13 ] |
| 2020 | Mnet Asian Music Awards | Mejor nuevo artista femenino          | Ella misma | Nominada  | [ 14 ] |
| 2020 | Mnet Asian Music Awards | Artista del año                       | Ella misma | Nominada  | [ 14 ] |
| 2020 | Mnet Asian Music Awards | ícono mundial del año                 | Ella misma | Nominada  | [ 14 ] |
| 2021 | Seoul Music Awards      | Rookie del año                        | Ella misma | Nominada  | [ 15 ] |
| 2021 | Seoul Music Awards      | Premio a la popularidad K-wave        | Ella misma | Nominada  | [ 15 ] |
| 2021 | Seoul Music Awards      | Premio a la popularidad               | Ella misma | Nominada  | [ 15 ] |